# دریاچه اولونگور
دریاچه اولونگور (انگلیسی: Ulungur Lake) یک دریاچه در  شهرستان بورول‌توقای استان سین‌کیانگ کشور چین است.